# Heerlijkheid Lösnich
Lösnich was een tot de rijksridderschap behorende heerlijkheid binnen het Heilige Roomse Rijk.  Lösnich is thans een gemeente in Rijnland-Palts. 
De kleine heerlijkheid Lösnich was een leen van het keurvorstendom Keulen. Sinds 1230 was de heerlijkheid in het bezit van de heren van Lösnich, die in 1369 werden beërfd door de families Pirmont en Beyer von Boppard. Sinds 1409 was de familie Beyer de enige bezitter.
Na het uitsterven van de familie Beyer kwam de heerlijkheid aan Criechingen. Wolf Hendrik van Criechingen verkocht de heerlijkheid in 1659 aan Wolf Hendrik van Metternich-Burtscheid. De volgende eigenaar was zijn schoonzoon graaf Frederik van Kesselstatt.
In 1789 probeerde de graaf van Kesselstatt de heerlijkheid Lösnich met Bausendorf tot het Westfaalse college van Rijksgraven toegelaten te worden, zodat ze geen bijdrage meer hoefden te leveren aan de rijksridderschap. In 1792 werd er nog onderhandeld over de toelating, maar de poging werd ingehaald door de annexatie door Frankrijk in 1797.